# UFC Fight Night: Machida vs. Mousasi
UFC Fight Night: Machida vs. Mousasi (ou UFC Fight Night 36) foi um evento de artes marciais mistas promovido pelo Ultimate Fighting Championship, ocorrido em 15 de fevereiro de 2014 na Arena Jaraguá em Jaraguá do Sul, Santa Catarina. O evento foi transmitido na Fox Sports 1 nos Estados Unidos e no canal Combate no Brasil.

## O evento
No segundo evento do Ultimate realizado em Jaraguá do Sul, houve a luta entre o ex-campeão do Peso Meio-Pesado Lyoto Machida e o ex-campeão do extinto Strikeforce, o armênio-holandês Gegard Mousasi no evento principal.
O veterano Nate Loughran retornaria ao UFC nesse evento para enfrentar Erick Silva, porém, Loghran teve que se retirar da luta e Erick  enfrentou o estreante japonês Takenori Sato.
Thiago Tavares era esperado para enfrentar Zubair Tuhugov no evento, porém, devido a uma costela quebrada Tavares teve que se retirar do evento. O seu substituto foi o também brasileiro Douglas Silva de Andrade.

## Bônus da Noite
Os seguintes lutadores receberam o prêmio de $50,000
- Luta da Noite:  Lyoto Machida vs.  Gegard Mousasi
- Performance da Noite:  Erick Silva e  Charles Oliveira